# Colonització d'asteroides

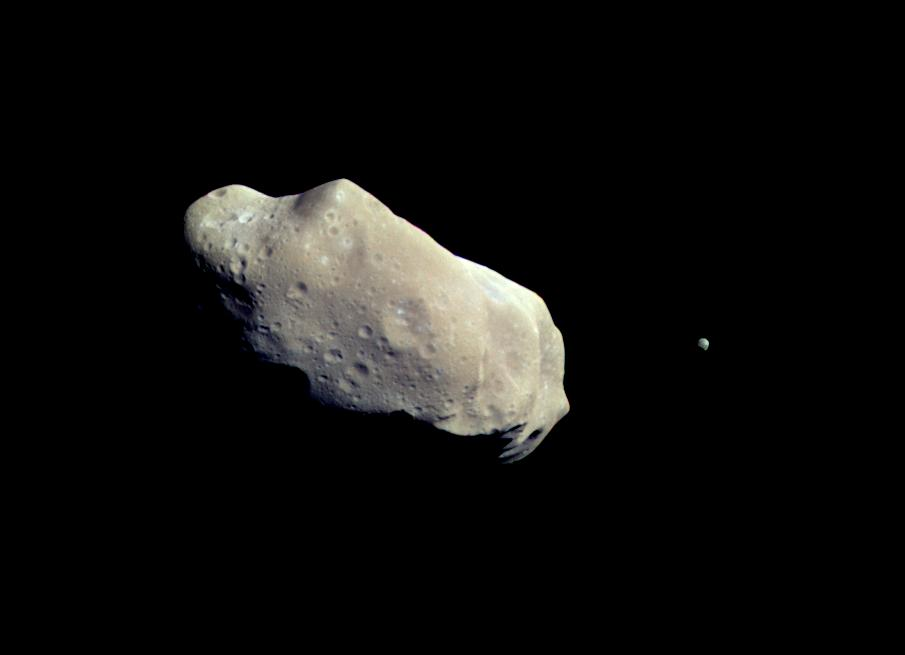
L'asteroide 243 Ida amb la seva lluna, Dactyl

Els asteroides o més precisament planetes menors s'han considerat durant molt temps com un lloc per a l'assentament humà. La idea és la ciència-ficció clàssica.
L'explotació minera d'asteroides seria per extreure materials preciosos com els metalls del grup del platí i altres minerals metàl·lics necessaris per a la colonització de l'espai, requereixen l'establiment de bases permanents en asteroides de destinació.
La NASA no té intenció de després que s'hagués fet un informe de 21 de novembre de 2003, per enviar robots als asteroides per preparar-se per una possible operació abans de 2060, en el millor dels casos.
A l'abril de 2012, Planetary Resources fundada per alguns multimilionaris estatunidencs (Sergey Brin, Eric Schmidt de Google, el director James Cameron i altres) proposa operar al voltant de 2025 els recursos d'aquests cossos celestes.

## Avantatges
- Un gran nombre de possibles llocs, més de 300.000 asteroides s'han identificat fins al moment.
- Diversos tipus de composicions químiques, inclosos metàl·lics o asteroides carbonosos, una mica de gel que conté aigua, tal com els asteroides troians en l'òrbita de Júpiter que poden ser cometes extints.
- Alguns asteroides propers a la Terra requereixen menys energia (delta-V) per arribar de la Terra que d'arribar a la Lluna
- L'explotació minera d'asteroides serien la base d'una economia d'intercanvi.

## Desavantatges
- Baixa gravetat superficial: Els éssers humans hauran d'adaptar o instal·lar la gravetat artificial.
- La majoria dels asteroides estan lluny del sol i el cinturó d'asteroides és de dos a quatre vegades més lluny del Sol que la Terra. Això vol dir que l'energia solar disponible és 4-16 vegades menor.
- Molts asteroides són només una aglomeració resum de pols i roques, la qual cosa dificulta la seva colonització.

## Asteroides potencialment interessants
- (6178) 1986 DA és un asteroide metàl·lic proper a la Terra.
- (216) Cleopatra és un asteroide del cinturó principal.

Alguns asteroides de tipus C poden contenir condrites carbonatades que el 10% del seu pes en aigua.